# التمايز اللغوي بين الذكور والإناث

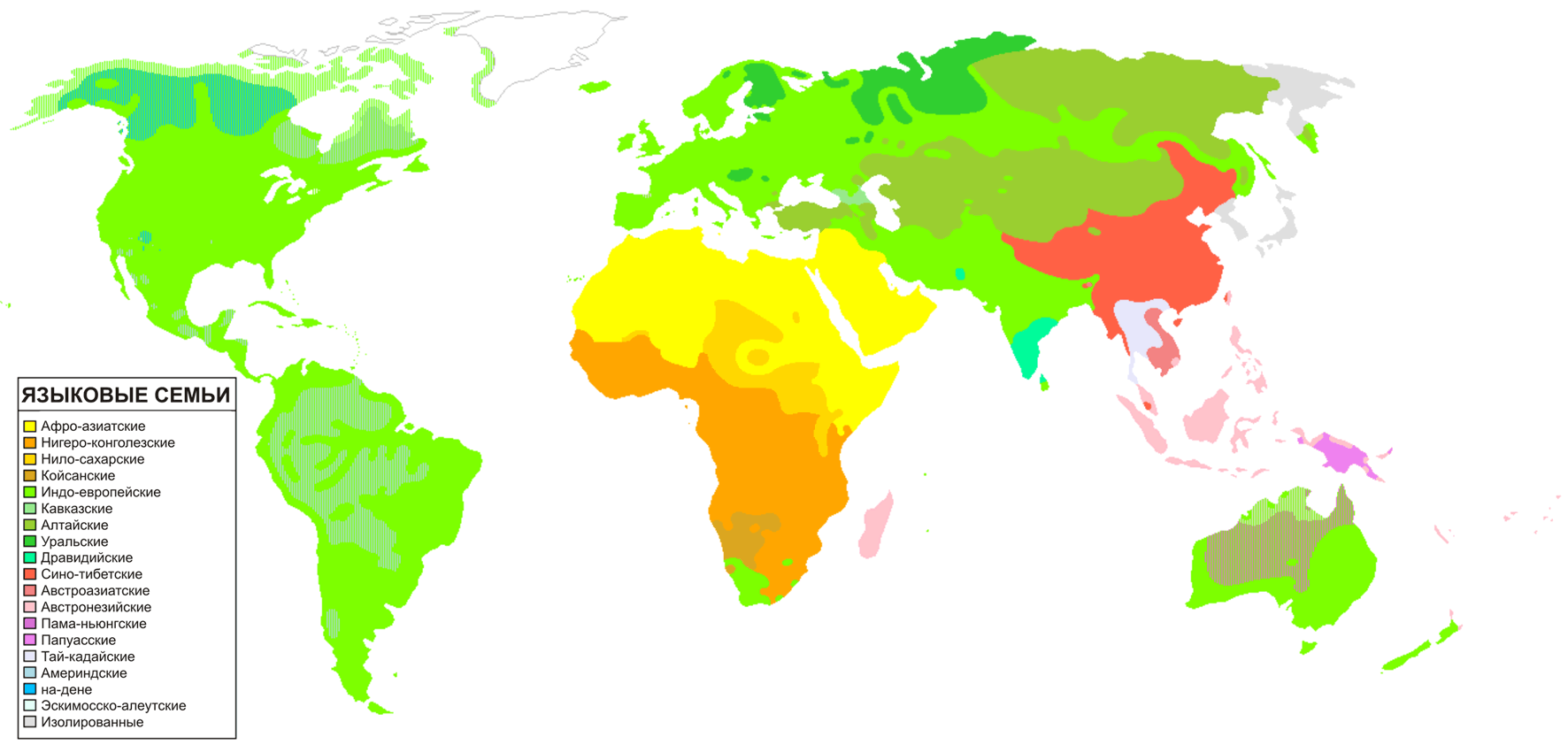

تتنوع البحوث من حيث معالجتها لموضوع اللغة والتمايز اللغوي بين الذكور والإناث عن طريق اكتشاف العديد من العلاقات الممكنة أوالتقاطعات أو حتى التنافر المحتمل في هذا الصدد. يتخطى البحث في هذا المجال حدود التخصصات، ولكن كحد أدنى، يمكن القول إنه يشمل بعض التخصصات النظرية مثل اللغويات التطبيقية، والأنثروبولوجيا اللغوية، وتحليل المحادثة، والدراسات الثقافية، والدراسات الإعلامية النسوية، وعلم النفس النسائي، والدراسات الجندرية، واللغويات الاجتماعية التفاعلية، واللغويات العامة، ودراسات التوسط عبرالأساليب، وأخيرا وليس آخراً تخصصات اللغويات الاجتماعية والدراسات الإعلامية.
من الناحية المنهجية، لا يوجد منهج واحد يمكنه الإحاطة بهذا البحث. قد تلعب مجموعة من المنهجيات دورا فعالا أثناء دراسة اللغة وفوارق التذكير والتأنيث مثل المنهجيات الاستكشافية، والبنية الإنشائية، والإثنوميثودولوجية، والإثنوغرافية، والوضعية، والإيجابية والتجريبية، وإنتاج وتكرار ما وصفته سوزان سبير بأنها «افتراضات نظرية وسياسية مختلفة ومتنافسة والتي من خلالها يتسنى فهم وإستيعاب الخطاب والهوية والإيديولوجية بين الجنسين». ونتيجة لذلك، يمكن تقسيم البحث في هذا المجال إلى ثلاثة أقسام رئيسية: أولاً، هناك اهتمام واسع ومستدام بأصناف الكلام المرتبطة بجنس معين سواء ذكر أو أنثى؛ ثانيا، هناك اهتمامات مرتبطة بالأعراف الاجتماعية والاتفاقيات التي من خلالها يتم (إعادة) إنتاج استخدام اللغة «الجندرية» (المرتبطة بالذكر أوالأنثى). أرهص البحث في اللغة الجندرية في مجتمع معين مايسمى ب التنوع الخطابي (أواللهجة الاجتماعية) المرتبطة بجنس معين، كذلك ما يسمى أحيانا (اللهجة الجندرية) (genderlect)؛ وثالثا، هناك دراسات تركزعلى سياقات وطرق محددة ومحلية يتم من خلالها معرفة كيفية بناء هذه الفوارق اللغوية بين الجنسين ومن ثم تفعيلها محليا والتي يتم بها بناء النوع الاجتماعي وتفعيله.

## دراسات لاكوف
غالبا مايشاع بأن دراسة التمايز اللغوي بين الذكور والإناث في علم اللغويات الاجتماعية والدراسات الجندرية بدأت مع كتاب روبن لاكوف Robin Lakoff عام 1975 بعنوان «اللغة ومكان المرأة» ، وكذلك بعض الدراسات السابقة التي أجرتها لاكوف. تطورت دراسة اللغة والنوع الاجتماعي بشكل كبير منذ سبعينيات القرن العشرين. ومن بين أبرز العلماء: ديبورا تانين Deborah Tannen، وبينيلوب إيكيرت Penelope Eckert، وجانيت هولمز Janet Holmes، وماري بوشولتز Mary Bucholtz، وكيرا هول Kira Hall، وديبورا كاميرون Deborah Cameron، وغيرهم. وغالبًا مايُنظر إلى مجلد كيرا هول الذي تم تحريره عام 1995 «الجندر الملفوظ: اللغة والذات المصممة اجتماعيًا»  كنص مركزي حول اللغة والجنس.
في عام 1975، أطلقت روبن لاكوف مايعرف ب«سجل النساء»، الذي إعتقدت جازمة بأنه ساهم في الحفاظ على دور المرأة (الأدنى) في المجتمع. جادلت لاكوف بأن المرأة تميل إلى استخدام الأشكال اللغوية التي تعكس وتعزز دور المرؤوس. وتشمل هذ الأشكال اللغوية الأسئلة التعجبية، ونغمة الصوت عند السؤال، وإعطاء توجيهات «ضعيفة»، كما وتضمنت العديد من الأمور الأخرى (انظر أيضا ممارسات الكلام المرتبطة بالجنس، أدناه).
إتهمت دراسات مثل دراسة لاكوف بـ «منهجية النقص»، لأنها تفترض أن أحد الجنسين يعاني من نقص في مقابل الطرف الآخر. في الواقع، يعود هذا الوصف تاريخيا إلى كتاب «المرأة» لأوتو جيسبرسن، فقد وصف خطاب المرأة بالنقص في فصل في كتابه الصادر عام 1922 اللغة: طبيعتها وتطورها وأصلها.  فكرة جيسبرسن بأن خطاب المرأة معيب بالنسبة لمعاييرخطاب الذكور والغريب بأنه لم يتم معارضة هذا الطرح بشكل واسع إلا حينما ألفت لاكوف كتابها بعد خمسين عامًا. ومع ذلك، على الرغم من الخطأ السياسي الذي إرتكبه جيبرسن في كتابه من منظور حداثي، تظل مساهماته ذات صلة. فقد إشتمل كتابه على احتمالات تغيير اللغة على أساس الفرص الاجتماعية والجندرية، والمعجمية والصوتية، وفكرة تأثيرات الأدوارالتي يلعبها الجنسين على اللغة. بعد وقت قصير من نشركتاب لاكوف اللغة ومكان المرأة ، بدأ علماء آخرون في إنتاج دراسات تحدت حجج لاكوف ووسعت مجال دراسات اللغة والجنس. أحد التحسينات لحجة العجز هو ما يسمى «نهج الهيمنة»، الذي يفترض أن الاختلافات بين الجنسين في اللغة تعكس اختلافات القوة في المجتمع.

## مناهج الاختلافات اللغوية بين الجنسين
حددت العالمة جينيفر كوتس النطاق التاريخي لمناهج خطاب الجنسين في كتابها «النساء والرجال واللغة». فقد قامت بإبراز المناهج الأربعة المعروفة باسم العجز والهيمنة والتفاوت والمقاربات الديناميكية حيث فندتها ودحضتها في هذا الكتاب. تلك المناهج الأربعة سيتم تعريفها تباعا:
العجز: هو نهج يعزى إلى جيسبرسن الذي يرى بأن لغة الذكور البالغين هو المعيار الأساسي للمقارنة، ويعتبر بأن لغة المرأة ناقصة على أساس تلك المقارنة. خَلقت هذه المقاربة انفصامًا بين لغة المرأة ولغة الرجل. وأثارت مجموعة من الانتقادات حيث تسليطها الضوء على قضايا معينة في لغة المرأة باستخدام الرجال كنموذج مثالي. وعلى هذا الأساس بذات، تم اعتبار أن لغة المرأة تنطوي على شئ خاطئ متأصل فيها.
الهيمنة: هي نهج يُنظر من خلاله للجنس الأنثوي على أنه المجموعة الثانوية التي يُعزى اختلافها في أسلوب الكلام إلى تفوق الذكور وربما أيضًا إلى تأثير السلطة الأبوية. أدى ذلك إلى مايعرف بالتمحور الذكوري اللغوي. أقرهذا المنحى بعض العلماء مثل ديل سبندر  ودون زيمرمان وكانديس ويست.
التفاوت: هو نهج للمساواة، ينظرللنساء والرجال على أنهم ينتمون إلى «ثقافات فرعية» مختلفة حيث تم تدريبهم اجتماعيا للقيام بذلك منذ الطفولة. نتج عن ذلك اختلاف أساليب التواصل بين الرجال والنساء. تعتبر العالمة دبرا تانين Deborah Tannen من المؤيدين لهذا المنحى. إنصب اهتمام تانين على المقارنة بين الجنسين من ناحية الفروقات العامة ومن ناحية الاختلافات الثقافية. فمن ناحية المقارنة بين أهداف المحادثة عند الجنسين، أشارت بأن الرجال يميلون إلى استخدام «الإسلوب الإخباري» بهدف توصيل المعلومات الواقعية، في حين أن النساء في كثير من الأحيان يستخدمن «الإسلوب الارتباطي»، الذي يهتم أكثر ببناء العلاقات والحفاظ عليها.
النهج «الديناميكي» أو «البناء الاجتماعي» هو، كما تصف جينفر كوتس Jennifer Coates، النهج الأكثر حداثة للغة والجنس. فبدلاً من تصنيف الكلام في فئة طبيعية تخص أحد الجنسين، فإن الطبيعة الديناميكية ذاتها وعوامل متعددة للتفاعل تساعد في بناء جنس مناسب اجتماعيًا. على هذا النحو، يصف ويست West وزيمرمان Zimmerman هذه التركيبات بأنها «ممارسة النوع الاجتماعي (الجندر)» بدلاً من أن يتم تصنيف الكلام نفسه بالضرورة في فئة معينة. هذا يعني أن هذه التركيبات الاجتماعية، على الرغم من ارتباطها بأحد الجنسين، إلى أنه يمكن أن يستخدمها المتحدثون حسب ما يرونه مناسبًا.
يجادل العلماء بمن فيهم تانين وغيرهم بأن الاختلافات بين الجنسين منتشرة عبر الوسائط التواصلية المختلفة، بما في ذلك المحادثة المباشرة،  أوعبر المقالات المكتوبة لأطفال المدارس الابتدائية،  أو عبر البريد الإلكتروني،  أو حتى عبر الكتابة على الجدران.
تقول دبرا كاميرون، من بين علماء آخرين، أن هناك مشاكل مع كل من نهج الهيمنة ونهج التفاوت. لاحظت كاميرون أنه على مدار تاريخ هذا المبحث، كان ينظر إلى النماذج المرتبطة بالذكور على أنها القاعدة التي تنحرف عنها الإناث. على سبيل المثال، تصبح القاعدة «المدير» النموذج المميز «مديرة» عند الإشارة إلى نظيره الأنثوي. من ناحية أخرى، تجادل كاميرون بأن ما يسمى نهج التفاوت كطريقة مختلفة لاستخدام أو فهم اللغة هو في الواقع يعرض للقوة التفاضلية. تضرب كاميرون مثال بأنه، «من المريح أن يتم إخبارك أنه لا حاجة إلى الشعور بالفزع: فلا توجد صراعات حقيقية، فقط سوء تفاهم..... لكن الأدلة البحثية لا تدعم المزاعم التي طرحتها تانين وآخرون حول طبيعة، وأسباب، وسوء الفهم بين الذكور والإناث». تجادل بأن الاختلافات الاجتماعية بين أدوار الرجل والمرأة لا تنعكس بوضوح في استخدام اللغة. مثال إضافي هو دراسة أجرتها على مشغلي مراكز الاتصال في المملكة المتحدة، حيث يتم عادةً تدريب هؤلاء المشغلين على كتابة ما يقولونه وأداء «المهنة العاطفية» الضرورية (التبسم، التجويد التعبيري، إظهار الارتباط / التعاطف ومنح الحد الأدنى من الردود) للمتصلين العملاء. يرتبط هذا العمل العاطفي عادة بالمجال الأنثوي، وعادة ما يكون العاملون في خدمة مركز الاتصال من الإناث. ومع ذلك، فإن العمال الذكور في مركز الاتصال هذا بالتحديد لم يتم توجيههم إلى المعاني الجندرية السرية عند تكليفهم بأداء هذا العمل العاطفي. في حين أن هذا لا يعني أن «لغة المرأة» قد أعيد تقييمها، ولا يتطلب هذا بالضرورة إلى الاحتفال النسوي، فقد أكدت كاميرون أنه من الممكن مع مرور الوقت أن يعمل المزيد من الرجال في صناعة الخدمات هذه، وقد يؤدي ذلك إلى تتابع لاحق قد ينطوي على اثره «إزالة تأثير الجنس» من هذا النمط اللغوي.
كما يلعب السياق دورا هاما في أساليب الإتصال، وعلى هذا، تميل الاختلافات بين الجنسين إلى أن تكون أكثر وضوحًا في مجموعات أحادية الجنس. أحد التفسيرات لذلك، هو أن الناس يوطنون لغتهم تجاه أسلوب الشخص الذي يتفاعلون معه. وبالتالي، في مجموعة مختلطة بين الجنسين، تكون الاختلافات بين الجنسين أقل وضوحا. ملاحظة مهمة مماثلة هي أن هذا التوطين عادة ما يكون في اتجاه نمط اللغة وليس جنس الشخص. وهذا يعني أن الذكور المهذبين والمتعاطفين يجب أن ينظر لهم على أساس أنهم مهذبين ومتعاطفين، بدلاً من كونهم من الذكور.
بالإضافة إلى ذلك، يقول أوكس Ochs إن الفوارق بين الجنسين يمكن فهرستها بشكل مباشر وغير مباشر. أما بالنسبة للفهرسة المباشرة فهي العلاقة الأساسية بين الموارد اللغوية (مثل المعجم، التشكل، بناء الجملة، علم الأصوات، اللهجة واللغة) وبين نوع الجنس. على سبيل المثال، الضمائر «هو» و «هي» تتشير مباشرة إلى الشخص المقصود سواء «ذكر» أو «أنثى». ومع ذلك، يمكن أن تكون هناك علاقة ثانوية بين الموارد اللغوية ونوع الجنس حيث يمكن للموارد اللغوية فهرسة بعض الأفعال أو الأنشطة أو المواقف التي تقوم بعد ذلك بفهرسة النوع الاجتماعي بشكل غير مباشر. بمعنى آخر، تساعد هذه الموارد اللغوية على تشكيل النوع الاجتماعي. ومن الأمثلة على ذلك من أساليب الرد الصوتي في اللغة اليابانية كلمتي "wa" و "ze". فالصوت في المؤشر يتم فهرسته بشكل مباشر على أنه رقيق وحاد، فالموارد اللغوية تقوم بفهرسة ذلك «الصوت» الأنثوي بشكل غير مباشر، بينما تقوم في المثال الثاني بفهرسة الكثافة الخشنة بشكل مباشر، ولكنها تقوم بفهرسة «الصوت» على أنه صوت ذكري بشكل غير مباشر.
يُعتقد عمومًا أن النساء يتحدثن «لغة» أفضل من الرجال. جرت العادة على هذا الاعتقاد الخاطئ، على الرغم من تأكيد العلماء على أنه لا أحد منهما يتحدث بلغة أفضل من الآخر، ولكن لكل منهما لغته الفريدة الخاصة به. أثارت هذه الفكرة مزيدًا من البحث في دراسة الفروق بين الطريقة التي يتواصل بها الرجال والنساء.

### تلفزيون الأطفال
من أحد المجالات البحثية المتعلقة بالتمايز اللغوي بين الذكور والإناث هو الطريقة التي يتم من خلالها إنعاكس هذه الفروقات في تلفزيون الأطفال . ركز مجموعة من العلماء من بينهم مولاك Mulac et al على «الاختلافات اللغوية بين الذكور والإناث وانعكاساتها على تلفزيون الأطفال» في تحديد أنماط الكلام المختلفة لشخصيات الذكور والإناث في برامج التليفزيون الشعبية للأطفال في ذلك الوقت (الثمانينيات). حيث تم جمع البيانات من ثلاثة برامج نهارية لخدمة البث العام خلال إسبوعين في عام 1982. تضمنت هذه الدراسة ثلاث فئات من برامج الشبكات التجارية التي تشمل الحركة، الكوميديا والمغامرة، والإعلانات التجارية التي يتم بثها كل يوم سبت. لقد قاموا بتحليل حوارا تفاعليا تم اختياره عشوائيا مرة واحدة كل عشر دقائق من أشرطتهم. ووجدوا بأن هناك سبعة وثلاثون 37 متغير من متغيرات اللغة بين الجنسين، وعلى إثر ذلك حددوا منها ثلاثة عشر متغيرا أساسيا والتي أظهرت اختلافات كبيرة بين الشخصيات من الذكور والإناث. أطلق عليها علماء هذا البحث تعريفات محددة كما يلي ذكره:
| توقف صوتي             | كلام بلا معنى دلالي مثل (أه، أم، إلخ).                                                            |
| أفعال                 | (انظر صفحة الفعل).                                                                                |
| أفعال عدم اليقين      | عبارة فعلية تظهر مستوى معين من عدم اليقين ("لست متأكدًا مما إذا ..."، "قد يكون"، إلخ).             |
| أفعال حركية           | الأفعال التي تحدد العمل البدني.                                                                   |
| الأفعال المضارعة      | عبارات الفعل في المضارع، بما في ذلك على سبيل المثال لا الحصر الإجراءات المعتادة والحاضر التاريخي. |
| الظرف في بداية الكلام | الأحوال التي تخبرنا كيف ومتى وأين تحدث جملة أو عبارة ("بالأمس، ذهبت إلى تاكو بيل").               |
| المبررات              | يعطي سبب / مبررًا للكلام أو الإجراء السابق.                                                        |
| صفات الأحكام          | استخدام الصفات التي تشير إلى رأي شخصي / شخصي / تقييم.                                             |
| الأسماء الملموسة      | الأسماء الملموسة والتي يمكن إدراكها من قبل واحد أو أكثر من الحواس الخمس.                          |
| الروابط الزمانية      | والتي تربط الجمل بزمن معين مثل: بعد، في أقرب وقت، حتى، وما إلى ذلك.                               |
| الأخطاء النحوية       | الألفاظ التي يتم عرضها بشكل غير صحيح بواسطة النحو الوصفي.                                         |
| عبارات مهذبة          | كلام يعبر عن درجة من التهذيب.                                                                     |

هناك بعض الأمور في الجدول أعلاه تتكرر عند الذكور مثل : الإيقاف الصوتي، الأفعال الحركية، الأفعال المضارعة، المبررات، الارتباطات الزمانية، و «الأخطاء» النحوية. من ناحية أخرى، تم العثور على ما يلي أكثر بالنسبة للإناث: الأفعال، أفعال عدم اليقين، استخدام جمل ظرفية، الصفات التي يطلقون عبرها الأحكام أو صفات الأحكام، الأسماء الملموسة، والعبارات المهذبة. بالإضافة إلى ذلك، كانت الأحرف المستخدمة في جمل الإناث أطول في المتوسط منها عند الذكور.

## ممارسات الكلام المرتبطة بالجنس

### التأدب
حددت لاكوف ثلاثة أشكال من المداراة أو التأدب مثل: الطريقة الرسمية، والاحترام، والصداقة الأخوية. حيث تعتقد لاكوف بأن لغة المرأة تتميز بأدب رسمي واحترام، في حين تتجسد لغة الرجال في الصداقة الأخوية. يتم وصف التأدب في الكلام من حيث الوجه الإيجابي والسلبي. يشير الوجه الإيجابي إلى رغبة الشخص في أن يُحب وأنه يتم الإعجاب به، في حين يشير الوجه السلبي إلى رغبة الفرد في البقاء مستقلًا وعدم إجباره على فعل شي. هذان النموذجان، وفقًا لدراسة بينيلوب براون Brown للغة التزيلتالية ، تستخدمها النساء بشكل متكرر أكثر سواء في مجموعات مختلطة أو أحادية الجنس، مما يوحي لبراون بحساسية أكبر لدى النساء عنها من الرجال لمواجهة احتياجات الآخرين. وباختصار، فإن النساء يتمتعن بأدب أكثر من الرجال فيما يتعلق بالمقاصد والأغراض الكلامية. ومع ذلك، يمكن النظر إلى المداراة السلبية للوجه على أنها لغة ضعيفة بسبب التحوطات المرتبطة بها والأسئلة التعجبية التي تدل على التردد، وكان أول من قدم هذا الرأي أوبار وأتكانز O'Barr و Atkins في عام 1980 في بحثهما المتعلق بالتفاعل في قاعة المحكمة.